# Ценів

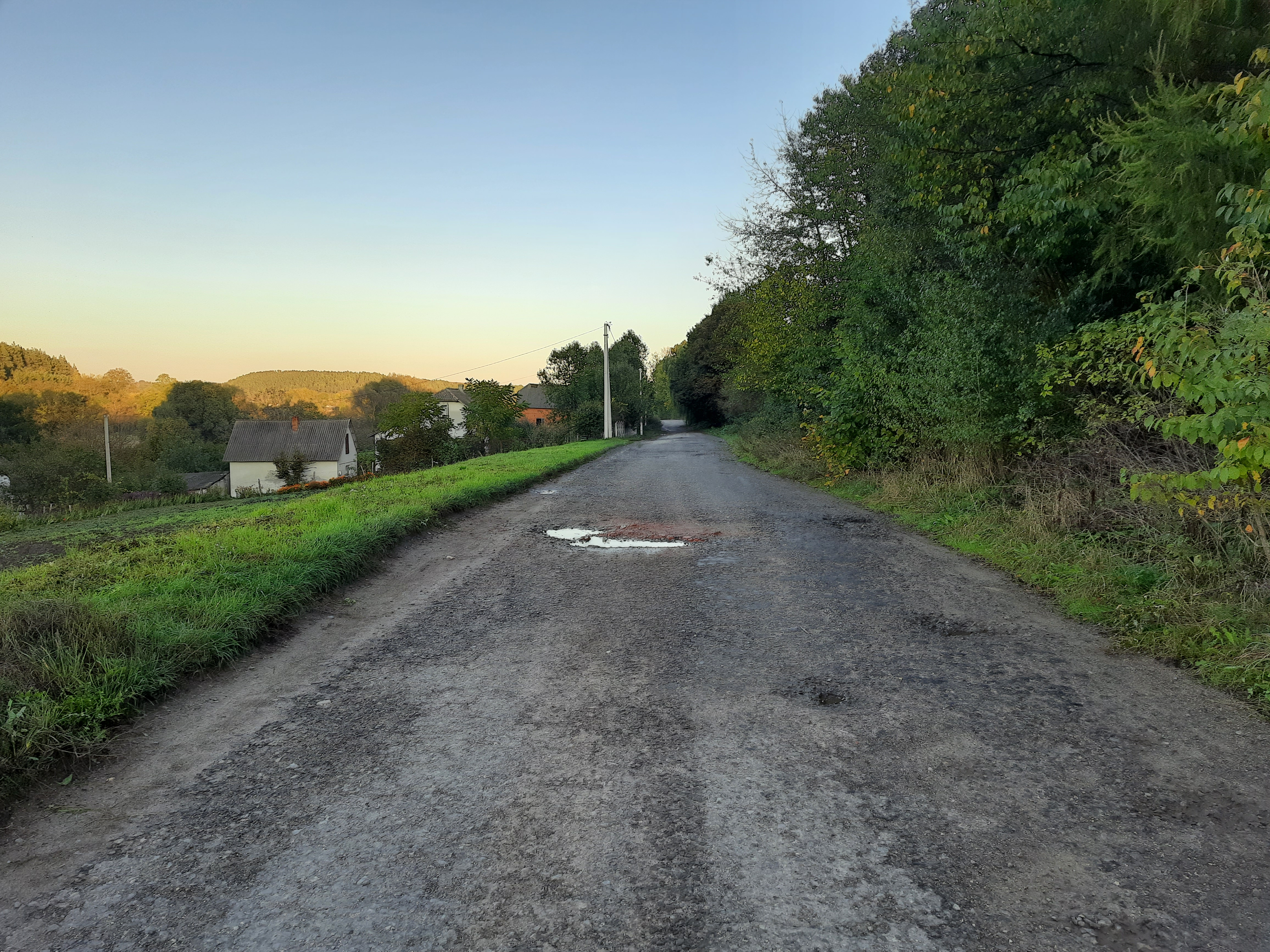
Дорога в село

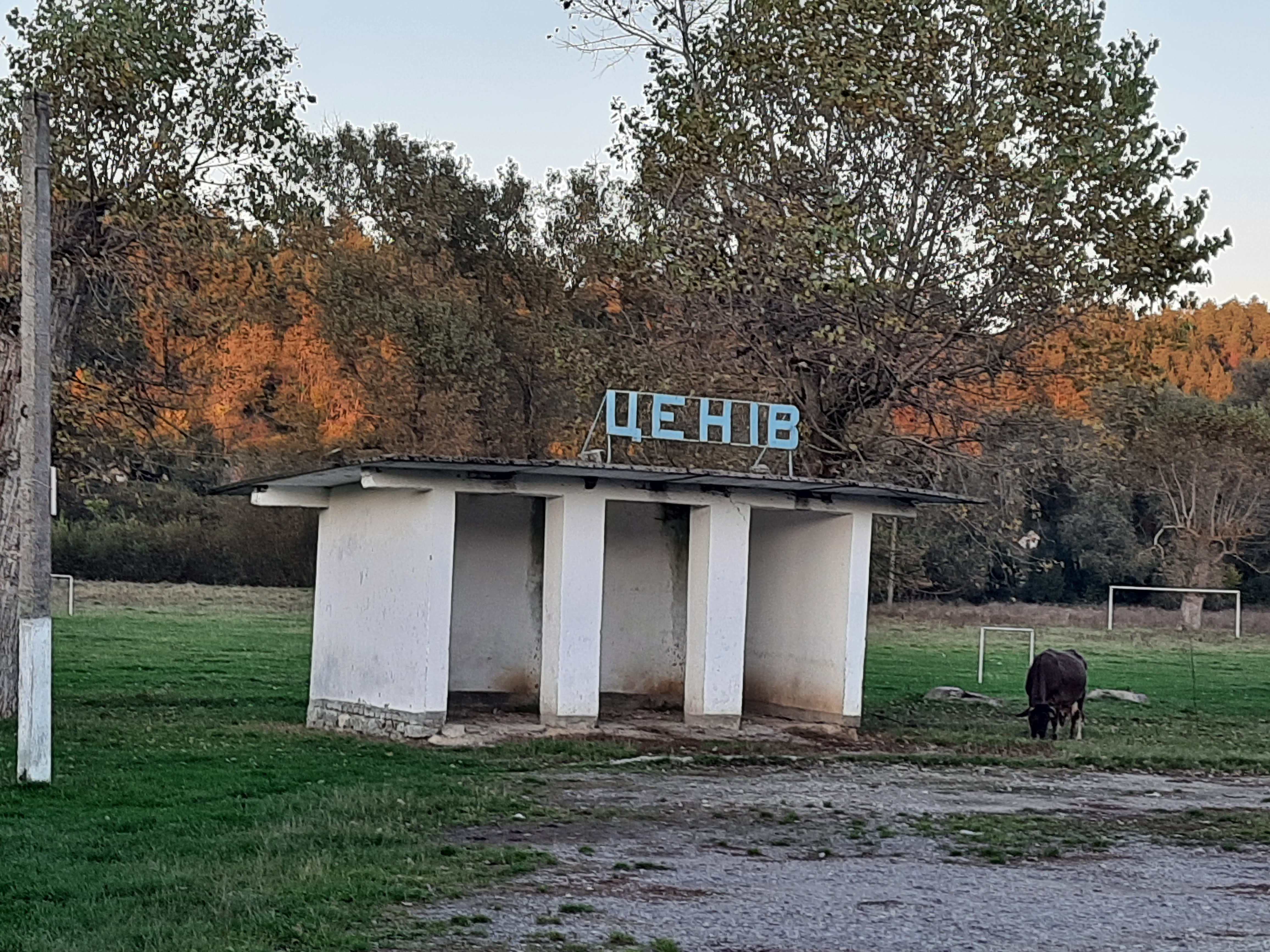
Автобусна зупинка

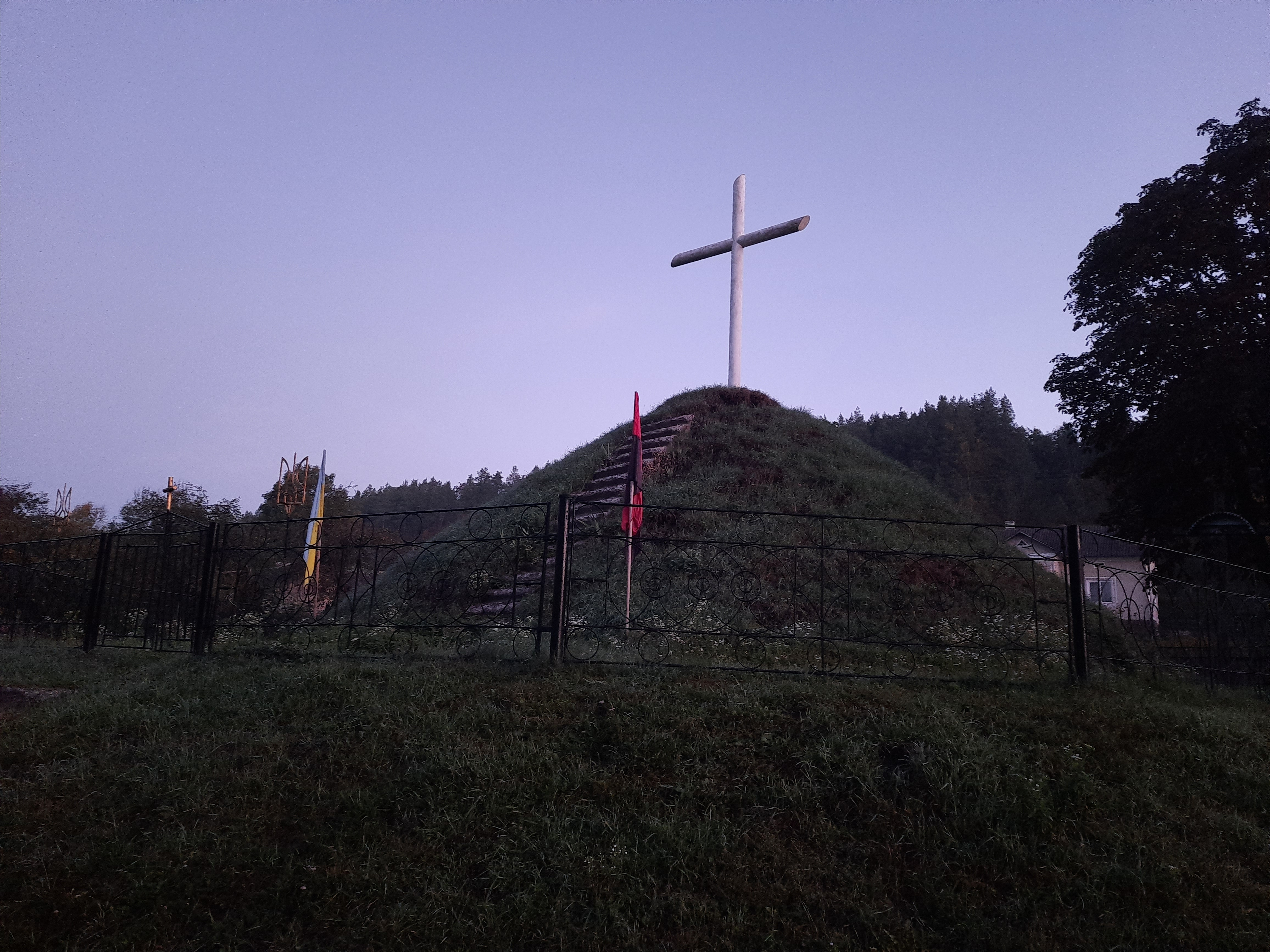
Символічна могила Борцям за волю України

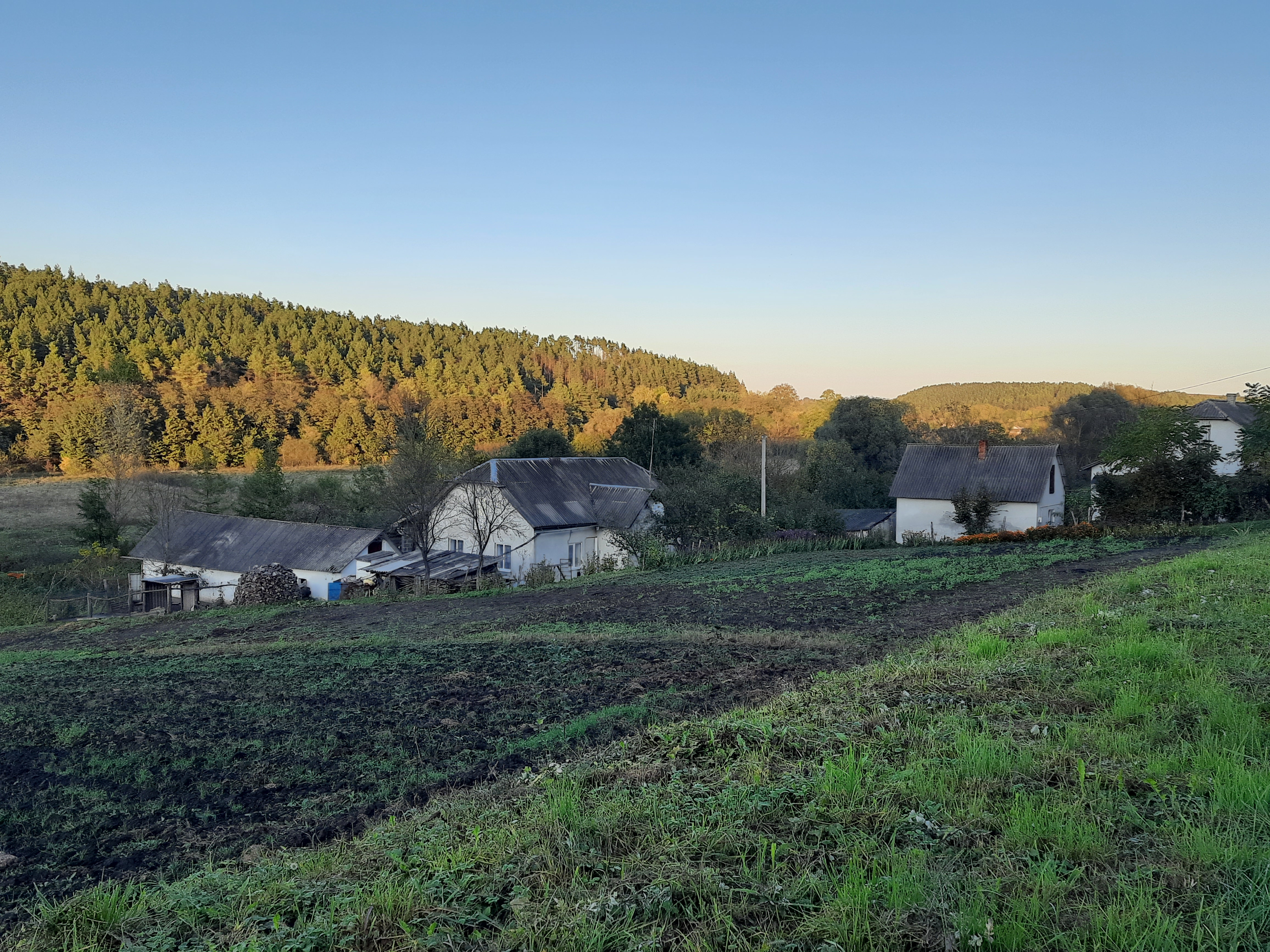
Сільський краєвид

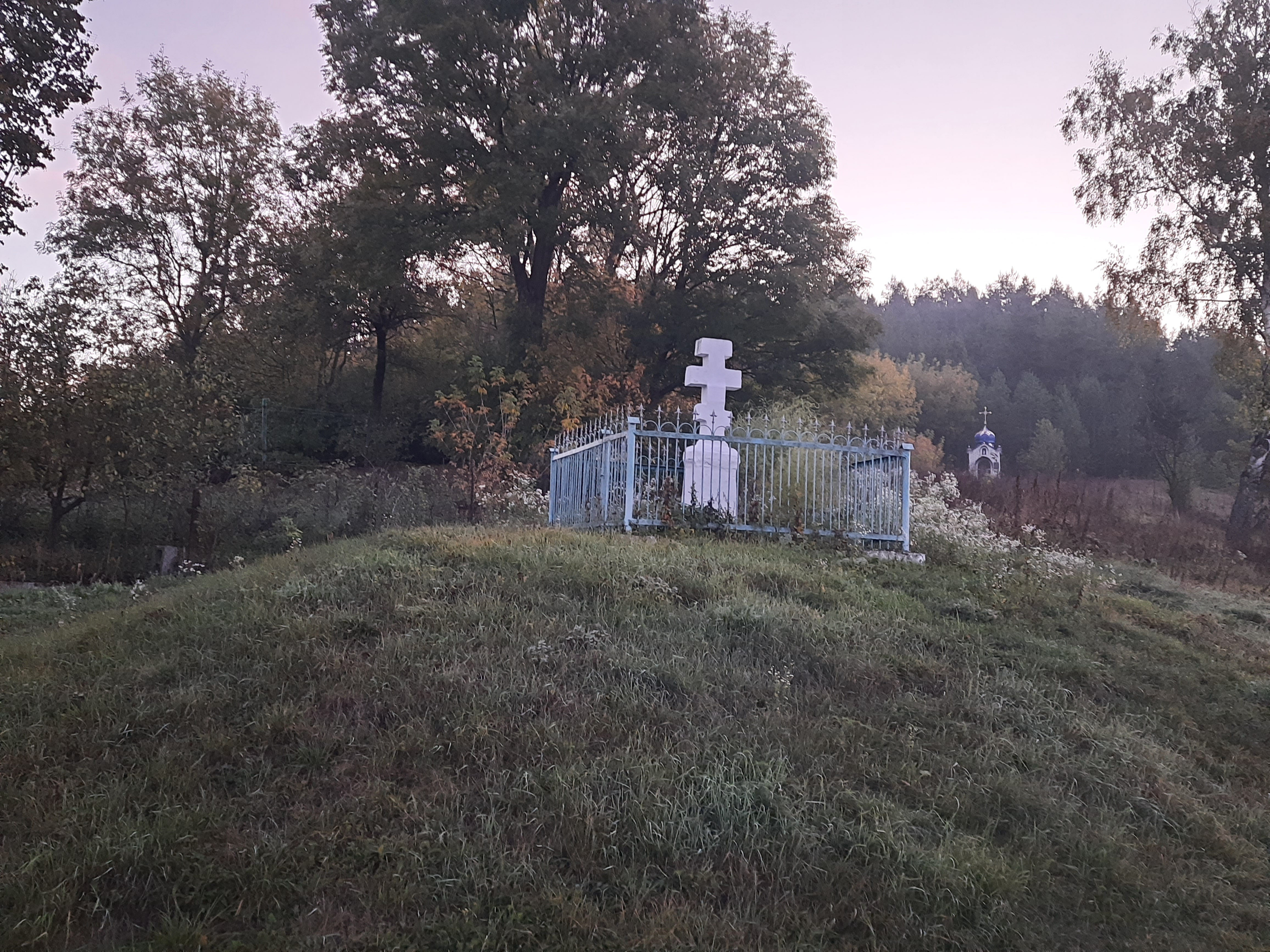
Пам'ятний хрест

Це́нів — село в Україні, у Козівській селищній громаді Тернопільського району Тернопільської області. Розташоване на річці Ценівка, на заході району. До 2020 було адміністративним центром колишньої Ценівської сільради. До Ценова приєднано хутір Ценівка, а хутори Кіловиця і Хащ, у зв'язку з переселенням мешканців, виведені з облікових даних.
Село Ценів лежить за 11 км на північний захід від смт Козова, у доріччі Золотої Липи. Перед Першою світовою війною воно належало до повіту Бережани, Тернопільської округи. На північний схід від Ценева розкинулись села: Вибудів, Вимисливка; зі сходу — Олесино; з південного сходу — Геленків та смт Козова; з півдня — Сеньків та Козівка; із заходу — Потік та Бишки, а з півночі — Конюхи.
Село розташоване на висоті 229 м над рівнем моря, простягаться на 5 км із сходу на захід. Розділяє його річка Ценівка на дві нерівні частини, основною є південна частина. Обидві частини поділяються на окремі дільниці та вулиці зі своїми назвами.
Населення — 1099 осіб (2007).

## Історія
Перша писемна згадка — 1437 рік.
25 жовтня 1457 року село згадується у грамоті короля Казимира IV.
5 січня 1470 року львівський латинський архієпископ Григорій з Сянока викупив архієпископські села Куропатники, Ценів і Будилів Львівського повіту у орендаря Цорнберга Миколи.
1626 року внаслідок нападу татар село було зруйноване на 51%.
Ценів був старовинною оселею і своїм початком сягає часів Галицько-Волинського князівства. У збірнику «Бережанська земля», виданому у Нью-Йорку у 1970 році, згадується татарський набіг на Бережанщину у 1626 році і про поодинокі села, які захопили татари. Село Ценів було знищено майже на половину, а з нього забрано багато селян у татарський ясир.
Селом належало Станіславу графу Потоцькому в 1880 році базуючись на згадки з «Słownik geograficzny Królestwa Polskiego i innych krajów słowiańskich», Том I, що був виданий 1880 року.  
Події Першої світової війни у Ценеві. Наприкінці червня 1914 року в село прийшла звістка про неминучість війни між Австрією та малою Сербією, а вже 27 липня Австрія оголосила Сербії війну і 2 серпня призвала до військової служби ценівських резервістів. Згодом до війни в обороні Сербії втрутилася Царська Росія. Чоловіки з Ценева йшли на війну без жодного докору, оскільки треба було боронити край від наступаючого московського ворога. На початку жовтня в село в'їхали царські козаки — люди почали ховатися.
З поверненням австрійської армії навесні 1916 року, а згодом і цивільної австрійської влади, негайно провели другу мобілізацію, а вже у серпні 1916 року в селі знову з'явилася московська армія, яка заповнила кожний клаптик громадського простору.
Наприкінці червня 1917 року ураганним гарматним вогнем розпочався, як висловлювалися московські вояки, «наступ Керенського». У першій половині липня розпочався загальний контрнаступ союзних військ, з УСС. Загал московської армії відступав.
Наприкінці вересня 1918 року в селі з'явилася воєнна інфекційна пошесть — висипний тиф. Пошесть тривала в селі до 1919 року і забрала набагато більше смертних жертв, ніж чотирирічна війна.
На початку липня 1919 року до села Ценева приїхала польська жандармерія під командуванням поручника Станіслава Ковальського, яка здійснювала обшуки та арешти ценівчан. Над молодшими вояками відбулося таки в канцелярії самовільне «правосуддя». Загальний поручник покарав ценівчан польськими нагаями. Після такої немов середньовічної, екзекуції польська жандармерія виїхала з села, а покалічені люди лишилися без лікарського догляду, не кажучи вже про шпитальську опіку в селянських хатах. На початку жовтня 1919 року в село знову прибуло польське військо, яке знову шукало військові речі у селян.
У середині липня 1920 року село Ценів опинилося під владою так званого Совєтського Революційного Тимчасового Комітету (СРК). Загальне ставлення селян до нової влади було нейтральним, однак у порівнянні з польськими окупантами, які від перших днів принесли у село терористичні побої та безконтрольні грабунки, — совєти або совіти (тобто радянські) здавалися кращими а тому бідніші селяни були до них якоюсь мірою прихильнішими, ніж до поляків.
За Ризьким мирним договором від 30 квітня 1921 року Західна Україна, в тому числі Ценів, знову опинилися під владою Польщі. Польська влада почала створювати фільварки, які мали більше політичний, аніж господарський характер.
За 17 років перебування польських колоністів на землях Ценівського фільварку вони не виконали своїх зобов'язань перед польським урядом і не досягли поставлених цілей. Проте уряд майже силоміць утримував їх на Ценівських землях і не дозволяв продати ділянки. Так тривало аж до 1939 року.
Влітку 1930 року на Мазурській колонії загорілися будинки польського колоніста Стоколоси. У село прибула поліція і докладно обшукала кількох активних у суспільно-громадській праці громадян. Поліція нічого підозрілого не знайшла, лише, як звичайно, понищила їхнє майно. На початку вересня 1930 року загорілася забудова ще одного колоніста. І знову не обійшлося без поліційських обшуків та арештів.
Наприкінці вересня 1930 року, після згаданих обшуків та арештів, до Ценева прибув спеціальний відділ польської поліції, яку польський уряд називав «пацифікаційною поліцією». Вона мала дійсно спеціальне завдання: руйнувати селянське майно, читальні «Просвіти», кооперативи, бити і тероризувати українське населення, без огляду на вік і стать. У Ценеві пацифікація відбулася у недільний день, коли всі були вдома і було кого бити.

### Друга світова війна
1 вересня 1939 р. розпочалася польсько-німецька війна, яка розпалила в Європі Другу світову війну. Західноукраїнське село Ценів, пригноблене Польщею економічно, а ще більше національно-політично, вітало цю війну, покладаючи на неї великі надії. Другого дня війни, 2 вересня, було покликано до військової служби всіх ценівських резервістів.
У 1939 році польського окупанта замінив московсько-більшовицький, а того в 1941 — німецько-нацистський. Перший забрав у селян все і насильно загнав у колгоспи; другий наклав непосильні контингенти і за найменшу провину жорстоко карав. Перший за найменші прояви вільнодумства, а то й без них, арештовував людей і вивозив на Сибір, а другий — у Німеччину на каторжні роботи або  в концентраційні табори. Як перший, так і другий, ставили собі за мету знищити український народ як націю.
Усе це примусило керівників ОУН задуматись над тим, як рятувати народ від цілковитого знищення. І коли під час німецької окупації далеко на Волині організовувалися перші відділи УПА, Ценівський провід ОУН (голова — Ковадло Петро) направив у цю армію двох солдатів — Купчака Василя і Ковадла Кирила.
Німці відступали, і фронт докотився до Тернополя. Села Козівщини та частково Бережанщини, опинилися у прифронтовій зоні. Їх зайняли німецькі військові частини. і це дещо утруднило діяльність ценівського підпілля. Але незважаючи на труднощі, ценівські ОУН-івці двічі організовують свої збори, поповнюють арсенали зброєю.
20 липня 1944 року в Ценів знову прийшли червоні «визволителі». Насамперед вони видали наказ, щоб чоловіки, здатні тримати зброю в руках, добровільно йшли до війська. Але добровільно ніхто не пішов. Це був результат підпільної діяльності ценівських ОУН-івців. Більшовики відповіли кількома облавами, але їм вдалося спіймати лише кількох чоловіків, які, після двонедільної підготовки, пішли на фронт. Дехто з них загинув.
У той час підпілля пожвавило свою діяльність. Збройні загони влилися в ряди УПА. Як згадує В. Прийдун: «На початку серпня 1944 року нас, 20 чоловік, прибуло в село Конюхи, де створювався курінь УПА…».
Діяли «Просвіта», «Січ», «Луг», «Рідна школа», «Сільський господар», «Союз українок», Братство тверезості та інші товариства.
12 червня 2020 року, відповідно до розпорядження Кабінету Міністрів України № 724-р «Про визначення адміністративних центрів та затвердження територій територіальних громад Тернопільської області», село увійшло до складу Козівської селищної громади.
19 липня 2020 року, в результаті адміністративно-територіальної реформи та ліквідації Козівського району, село увійшло до складу Тернопільського району.

## Походження назви
Існують дві легенди про те, чому село дістало таку назву.
Перша розповідає про двох братів. Їхня національна приналежність невідома. За легендою, це перші жителі майбутнього села Ценів. Одного брата звали Це, іншого — Нів. Тікаючи від татар, брати заховалися у лісі, поруч з яким протікала річка. Це місце було дуже зручним, оскільки тут можна було сховатися і була поблизу прісна вода.
Інша легенда розповідає про поселенців.
Одного разу, вечеряючи біля вогнища, один з них помітив світило на небі. І, вказавши на нього пальцем, промовив: «Це нів!» Сьогодні ми називаємо його місяцем. З того часу їхні нащадки, згадуючи своїх родичів, бачачи місяць, говорили: «Це нів». Ця фраза прижилася, а згодом стала одним словом — назвою того місця в окрузі, де найкраще видно місяць.

## Населення

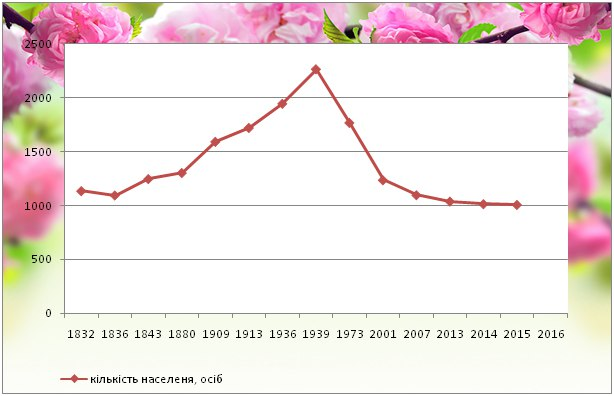
Графік зміни чисельності населення с. Ценів

Населення села в минулому:
У 1832 році населення становило 1137 осіб, а в 1836 році — 1097 осіб. Це зменшення кількості населення пояснюється пошестю холери, яка спричинила понад сотню смертельних випадків. У 1843 році в Ценеві було 1249 осіб. Географічний словник подає такі статистичні дані: у 1880 році в Ценеві було 1305 осіб, у 315 дворах, з яких 662 чоловічої статі і 643 жіночої. За національністю: греко-католиків — 1176, римо-католиків — 104, євреїв — 24 і 1 вірменин.
У тематизмі, виданому у Львові 1909 року, парох о. Григорій Кончевич подає, що населення Ценева становило 1594 особи, з яких греко-католиків було 1517, римо-католиків — 41, євреїв — 36 осіб. У 1913 році населення становило 1723 особи, з яких греко-католиків було 1646, римо-католиків — 43, і євреїв — 35.
У 1936 році парох о. С. Стець населення Ценева обчислює на 1947 осіб, з того числа римо-католиків 13 і євреїв 15. У цьому ж 1936 році в селі було 483 селянських двори.
У 1939 році населення Ценева становило 2267 мешканців, єврейського населення у той час вже не було.
Є відомості, що в Першій світовій війні загинуло понад 100 ценівчан в австрійській армії.
«Історія міст і сіл Тернопільської області», видана у Києві 1973 року, подає, що в тому році населення Ценева становило 1770 мешканців у 449 «житлових приватних домах».
Станом на 1 січня 2001 року населення села становило 1238 осіб, на 2007 р. — 1099 осіб, на 2013 р. — 1040 осіб, на 2014 р. — 1016 осіб, на 2015 р. — 1009 осіб, на 2016 р. — 1000 осіб.
| Рік  | Число осіб | Українців греко-католиків | Поляків та римо-католиків | Польських колоністів | Євреїв |
| ---- | ---------- | ------------------------- | ------------------------- | -------------------- | ------ |
| 1900 | 1769       | 1513                      | 200                       | 0                    | 56     |
| 1939 | ▲ 2080     | ▲ 1985                    | ▼ 20                      | 60                   | ▼ 0    |

### Мова
Розподіл населення за рідною мовою за даними перепису 2001 року:
| Мова            | Кількість | Відсоток |
| --------------- | --------- | -------- |
| українська      | 1234      | 99.68%   |
| російська       | 2         | 0.16%    |
| інші/не вказали | 2         | 0.16%    |
| Усього          | 1238      | 100%     |

Місцева говірка належить до наддністрянського говору південно-західного наріччя української мови.

## Релігія
- церква святого архістратига Михаїла (1761, дерев'яна, реставрована 1873 і 1972)[10],
- церква Успіння праведної Анни (1997, кам'яна)[11],
- чотири каплиці (1932, 1935, 1991, 2002).

## Пам'ятники
Споруджено пам'ятники воїнам-односельцям, полеглим у німецько-радянській війні (1986) та Борцям за волю України (1997); насипано символічну могилу Борцям за волю України (1990), встановлено пам'ятний знак на честь скасування панщини.
21 вересня 2014 року в Ценові відкрили погруддя Тарасові Шевченку. Організатором його спорудження та урочистого відкриття став голова правління Тернопільського обласного товариства ім. Б. Лепкого, уродженець села Богдан Кусень. Благодійниками стали односельці М. Федчишин, Б. Медведь, С. Карнас. Освятив погруддя місцевий парох о. Василь Ганішевський.

## Соціальна сфера
Працюють Загальноосвітня школа I-III ступенів, клуб, бібліотека, фельдшерсько-акушерський пункт (ФАП), відділення зв'язку, підприємство сільськогосподарського виробництва (ПСП) «Колос», торговельні заклади.

## Відомі люди

### Народилися:
- Євген Корницький — український композитор, диригент, народний артист України.
- Богдан Кусень — український громадський діяч, літератор.
- Cвященник о. Тарас Павлюс.
- Богдан Білоус — український архітектор.
- Андрій Даньків — український футболіст.
- Дмитро Машталір — соціальний діяч.
- Михайло Львович Лотоцький — український громадський діяч, журналіст.
- Володимир-Богдан Львович Лотоцький — український громадський діяч, журналіст.

### Загинули:
- Микола Гошовський —  член Дрогобицького обласного проводу ОУН, лицар Срібного хреста бойової заслуги УПА 1 класу.